# Сомівська сільська рада
Со́мівська сільська́ ра́да — адміністративно-територіальна одиниця та орган місцевого самоврядування в Зачепилівському районі Харківської області. Адміністративний центр — село Сомівка.

## Загальні відомості
- Сомівська сільська рада утворена в 1923 році.
- Територія ради: 72,22 км²
- Населення ради: 1 084 особи (станом на 2001 рік)
- Територією ради протікає річка Оріль.

## Населені пункти
Сільській раді підпорядковані населені пункти:
- с. Сомівка
- с. Займанка
- с. Лиманівка
- с. Семенівка

## Склад ради
Рада складається з 14 депутатів та голови.
- Голова ради: Пашенко Віра Миколаївна
- Секретар ради: Покуса Тетяна Михайлівна

### Керівний склад попередніх скликань
| Прізвище, ім'я, по батькові  | Основні відомості                                                         | Дата обрання | Дата звільнення |
| ---------------------------- | ------------------------------------------------------------------------- | ------------ | --------------- |
| Половенченко Микола Павлович | Сільський голова, 1969 року народження, освіта середня загальна           | 26.03.2006   | 31.10.2010      |
| Половенченко Микола Павлович | Сільський голова, 1969 року народження, освіта середня загальна           | 31.10.2010   | 22.10.2012      |
| Пашенко Віра Миколаївна      | Сільський голова, 1978 року народження, освіта вища, член Партії регіонів | 02.06.2013   |                 |

Примітка: таблиця складена за даними сайту Верховної Ради України

### Депутати
За результатами місцевих виборів 2010 року депутатами ради стали:

#### За суб'єктами висування
| Суб'єкт висування                                       | Кількість обраних депутатів | %    |
| ------------------------------------------------------- | --------------------------- | ---- |
| Народна партія                                          | 4                           | 28,6 |
| Партія регіонів                                         | 4                           | 28,6 |
| Політична партія «Наша Україна»                         | 3                           | 21,4 |
| Самовисування                                           | 2                           | 14,3 |
| Політична партія Всеукраїнське об'єднання «Батьківщина» | 1                           | 7,1  |

#### За округами
| № округу                                                | Прізвище, ім'я, по батькові     | Дата визнання обраним | Освіта             | Партійна приналежність                        | Відомості про обраного депутата |
| ------------------------------------------------------- | ------------------------------- | --------------------- | ------------------ | --------------------------------------------- | ------------------------------- |
| Народна Партія                                          |                                 |                       |                    |                                               |                                 |
| 1                                                       | Михайлова Оксана Володимирівна  | 03.11.2010            | середня            | член Народної партії                          | тимчасово не працює             |
| 2                                                       | Галій Ольга Василівна           | 03.11.2010            | середня            | член Народної партії                          | тимчасово не працює             |
| 3                                                       | Кудріна Валентина Олексіївна    | 03.11.2010            | вища               | член Народної партії                          | тимчасово не працює             |
| 12                                                      | Максакова Наталія Іванівна      | 03.11.2010            | середня            | член Народної партії                          | тимчасово не працює             |
| Партія регіонів                                         |                                 |                       |                    |                                               |                                 |
| 6                                                       | Краман Валентина Іванівна       | 03.11.2010            | вища               | член Партії регіонів                          | ТОВ «Оріль», економіст          |
| 7                                                       | Ткач Олександр Васильович       | 03.11.2010            | середня спеціальна | член Партії регіонів                          | Сомівська школа, кочегар        |
| 9                                                       | Терещенко Ірина Василівна       | 03.11.2010            | вища               | член Партії регіонів                          | Семенівська школа, вчитель      |
| 14                                                      | Зікрач Лілія Миколаївна         | 03.11.2010            | середня            | член Партії регіонів                          | тимчасово не працює             |
| Політична партія Всеукраїнське об'єднання «Батьківщина» |                                 |                       |                    |                                               |                                 |
| 13                                                      | Бондарь Валентина Олександрівна | 03.11.2010            | вища               | член Всеукраїнського об'єднання «Батьківщина» | тимчасово не працює             |
| Політична партія «Наша Україна»                         |                                 |                       |                    |                                               |                                 |
| 4                                                       | Бовт Станіслав Анатолійович     | 03.11.2010            | середня            | член Політичної партії «Наша Україна»         | тимчасово не працює             |
| 5                                                       | Покуса Тетяна Михайлівна        | 03.11.2010            | середня            | член Політичної партії «Наша Україна»         | ТОВ «Оріль», секретар           |
| 10                                                      | Климець Наталія Василівна       | 03.11.2010            | середня            | член Політичної партії «Наша Україна»         | тимчасово не працює             |
| Самовисування                                           |                                 |                       |                    |                                               |                                 |
| 8                                                       | Згонник Григорій Петрович       | 03.11.2010            | середня            | позапартійний                                 | тимчасово не працює             |
| 11                                                      | Корецький Олександр Григорович  | 03.11.2010            | середня            | позапартійний                                 | підприємець                     |

## Населення
Згідно з переписом УРСР 1989 року чисельність наявного населення сільської ради становила 1183 особи, з яких 517 чоловіків та 666 жінок.
За переписом населення України 2001 року в сільській раді мешкали 1082 особи.

### Мова
Розподіл населення за рідною мовою за даними перепису 2001 року:
| Мова       | Відсоток |
| ---------- | -------- |
| українська | 93,82 %  |
| російська  | 5,35 %   |
| вірменська | 0,18 %   |
| білоруська | 0,09 %   |
| інші       | 0,56 %   |